# چاکلاسی
چاکلاسی (به انگلیسی: Chaklasi) یک منطقهٔ مسکونی در هند است که در Nadiad Taluka واقع شده‌است. چاکلاسی ۳۶٬۰۴۱ نفر جمعیت دارد و ۳۴ متر بالاتر از سطح دریا واقع شده‌است.